# Городенківський повіт
Городенківський повіт — історична адміністративна одиниця на українських землях, що входила до складу Австро-Угорщини, Західно-Української Народної республіки, Польщі та УРСР. Адміністративним центром повіту було місто Городенка. Нині на території Городенківського повіту розташовані адміністративні одиниці Івано-Франківської області — Городенківський район і Тлумацький (частково).

## Королівство Галичини та Володимирії
Повіт утворений у 1854 році. Під час адміністративної реформи місцевого самоврядування розпорядженням міністерства внутрішніх справ Австро-Угорщини 23 січня 1867 року ліквідовані округи та збільшені повіти, зокрема до попереднього Городенківського повіту приєднаний Обертинський повіт. Однак Обертинський повіт зберігся у структурі судової адміністрації. Практично в такому вигляді Городенківський повіт існував 73 роки — до 17 січня 1940 року.
У 1880 році повіт поділявся на 48 кадастральних гмін, складався зі 48 самоврядних громад (гмін) — 3 міських і 45 сільських (з 50 фільварками) та 40 окремих територій — загалом 88 адміністративних одиниць. За переписом 1880 р. в повіті було 66849 мешканців.

## У складі ЗУНР
Повіт входив до Станиславівської військової області ЗУНР. Повітовим комісаром був д-р Теофіль Окуневський (УНДП), головою Повітової УНРади о. Іван Пісецький. Делегатом до УНРади обраний Теодор Замора.

## Польська Республіка
Включений до складу Станиславівського воєводства після утворення воєводства у 1920 році на окупованих землях ЗУНР. До складу повіту входило 96 поселень (з них 1 місто, 48 сільських гмін і 45 фільварків та 2 знелюднілі поселення) з 39 312 житловими будинками.
Загальна чисельність населення повіту складала 83 670 осіб (за даними перепису населення 1921 року), з них 64 490 — греко-католики, 11 987 — римо-католики, 7 148 — юдеї, 45 — інших визнань.
Через прийняття Польщею виборчого закону з порушенням прав українців, передбачених Версальським трактатом, Сен-Жерменським договором, Севрським мирним договором і ухвалами Конференції у Спа, міжпартійні збори 27.08.1922 у Львові закликали бойкотувати вибори 1922 року. Виборчий комітет у Городенці на чолі з доктором Теофілом Окуневським і доктором Стефаном Істеревичом підтримав бойкот виборів і організував віча в селах повіту. Окупаційна адміністрація провела арешти і розганяла передвиборчі віча, свобода яких була гарантована польською конституцією.

### Зміни адміністративного поділу

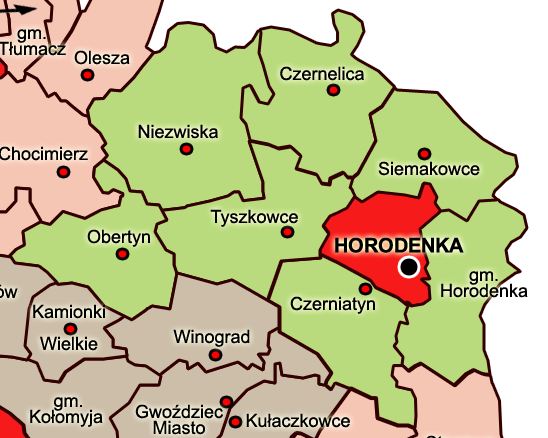
Городенківський повіт

Розпорядженням міністра внутрішніх справ 27 березня 1929 р. територія Обертина була розширена за рахунок землі, з вилученої з земель села Гавриляк.
1 квітня 1932 р. значна частина території села Семаківці передана селу Михальче.
Розпорядженням Ради Міністрів від 10 квітня 1934 року село Джурків передане з Городенківського повіту до Коломийського.
1 серпня 1934 р. було здійснено новий поділ на сільські гміни шляхом об'єднання дотогочасних (збережених від Австро-Угорщини) ґмін, які позначали громаду села. Новоутворені ґміни відповідали волості — об'єднували громади кількох сіл або (в дуже рідкісних випадках) обмежувались єдиним дуже великим селом.

#### Міста (Міські ґміни)
містечко Городенка — місто з 1934 року.

#### Сільські ґміни
Кількість:
1920—1934 рр. — 47
1934—1939 рр. — 7
| Об'єднані сільські ґміни 1934 року | Об'єднані сільські ґміни 1934 року | Старі сільські ґміни                                                                                | Кількість |
| ---------------------------------- | ---------------------------------- | --------------------------------------------------------------------------------------------------- | --------- |
| 1                                  | Ґміна Городенка                    | Городниця, Пробабин, Серафинці, Стрільче, Ясенів-Пільний                                            | 5         |
| 2                                  | Ґміна Незвиська                    | Гарасимів, Живачів, Ісаків, Лука, Незвисько, Петрів, Підвербці, Раковець, Семенівка, Сокирчин, Уніж | 11        |
| 3                                  | Ґміна Обертин                      | Балагорівка, Гончарів, Гавриляк, Жабокруки, Жуків, Обертин, Яківка                                  | 7         |
| 4                                  | Ґміна Сємаківці                    | Далешове, Колінки, Михальче, Поточище, Семаківці                                                    | 5         |
| 5                                  | Ґміна Тишківці                     | Олієво-Королівка, Олієво-Корнів, Рашкув (Рашків), Тишківці, Чортовець                               | 5         |
| 6                                  | Гміна Чернелиця                    | Дубка, Копачинці, Корнів, Кунисівці, Вільхівці, Репужинці, Хмелева, Чернелиця                       | 8         |
| 7                                  | Ґміна Чернятин                     | Вербівці, Глушків, Вікно, Топорівці, Чернятин                                                       | 5         |
| передано до Коломийського повіту   | передано до Коломийського повіту   | Джурків (до 01.08.1934)                                                                             | 1         |

* Виділено містечка, що були у складі сільських ґмін та не мали міських прав.

### Старости
- Мечислав Зажецький (-1932)
- Едвард Скшинський (1932—1936)
- Леон Рутковський-Кочур (1936—1939)

### Населення
Українці-грекокатолики становили 77 % населення повіту (1907).
У 1939 році в повіті проживало 98 840 мешканців (78 120 українців-грекокатоликів — 79,04 %, 7 720 українців-латинників — 7,81 %, 3 540 поляків — 3,58 %, 1 870 польських колоністів міжвоєнного періоду — 1,89 %, 7 530 євреїв — 7,62 % і 60 німців та інших національностей — 0,06 %).

## Радянський період
27 листопада 1939 року повіт включено до новоутвореної Станіславської області.
17 січня 1940 року повіт ліквідовано в результаті поділу території на райони:
- Городенківський — з міста Городенка і ґмін Городенка, Тишківці і Чернятин;
- Обертинський — із ґмін Обертин і Незвиська;
- Чернелицький — із ґмін Чернелиця і Семаківці.

## Третій Райх
Під час німецької окупації у 1941—1944 роках Городенківський повіт був відновлений як адміністративна одиниця крайсгауптманшафту Коломия дистрикту Галичина. Відновлений також був і поділ на ґміни (волості). 1.04.1942 повіт підпорядкований Коломийському повітовому управлінню. Після зайняття території повіту у липні 1944 року Червоною армією був відновлений поділ на райони.